# Joanna Domańska

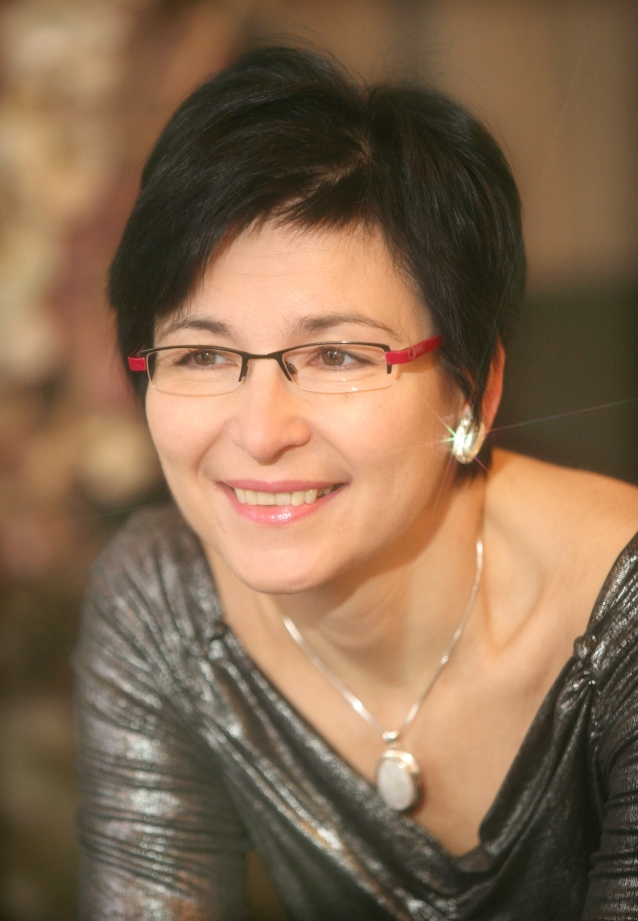
Joanna Domańska 2008

Joanna Domańska (* 20. September 1959 in Gliwice) ist eine polnische Pianistin und Pädagogin.

## Leben
Sie studierte an der Musikakademie Krakau bei Jan Hoffman und an der Musikakademie Kattowitz O/S bei Andrzej Jasinski. Ihr Studium hat sie in Kattowitz mit Auszeichnung abgeschlossen. Danach, zwischen 1986 und 1987, studierte sie in Paris bei Livia Rev als Stipendiatin der französischen Regierung.
Sie ist eine Interpretin von Karol Szymanowskis Klavierwerken, auch geschätzt für ihre Interpretationen von Johannes Brahms, Maurice Ravel, Wolfgang Amadeus Mozart und Frédéric Chopin.
Die Künstlerin hat mit Erfolg an mehreren internationalen Wettbewerben teilgenommen: M. Long – J. Thibaud in Paris 1981, A. Casagrande in Terni (Italien) 1982 sowie am Festival Polnischer Klaviermusik in Słupsk (Stolp, Polen) 1982.
Joanna Domańska wurde zu vielen Festspielen eingeladen, u. a. zu den folgenden: Festival dei Due Mondi in Spoleto, Festa Musica Pro in Asiggi, Maggio Musicale Florentino in Florenz, das Chopinfestival in Gent, Festival de Radio France et de Montpellier, Warschauer Herbst sowie zu den Internationalen Tagen der Karol-Szymanowski-Musik in Zakopane.
Für Furore bei den Kritikern sorgte ihre erste CD-Aufnahme bei Olympia im Jahre 1995 (OCD 344), die gleich zweimal für den Fryderyk, den wichtigsten polnischen Musikpreis nominiert wurde.
Im Jahre 2007 hat Joanna Domańska zusammen mit Andrzej Tatarski bei der Firma DUX eine CD mit der weltweiten Premiere der Klavierfassung von Szymanowskis Ballettmusik Harnasie aufgenommen. Diese CD wurde wiederum für die Auszeichnung der polnischen Musikindustrie Fryderyk 2008 nominiert (DUX 0576).
2008 erschien ihre dritte CD (DUX 0615) mit Werken Karol Szymanowskis (Métopes op. 29, 12 Études op. 33, III Sonate op. 36, 4 Polnische Tänze). Die Aufnahme hat die Fachzeitschrift Pizzicato aus Luxemburg mit dem Supersonic Award ausgezeichnet.
Weitere Aufnahmen hat sie beim polnischen Rundfunk sowie bei Radiotelevisione Italiana und Radio France eingespielt.
Joanna Domańska leitet eine Klavierklasse an der Musikakademie in Kattowitz und beteiligt sich zudem als Jurorin bei wichtigen polnischen und internationalen Wettbewerben.
Seit 2011 hat sie das Amt des Vorsitzenden des Karol Szymanowski Musikvereins inne.